# Phòng thiết kế Pivdenne
Phòng thiết kế Pivdenne (Pivdenne Design Office) hay OKB-586 (tiếng Ukraina: Державне конструкторське бюро «Південне» ім. М. К. Янгеля, đã Latinh hoá: Derzhavne konstruktorske biuro "Pivdenne" im. M. K. Ianhelia, n.đ. 'State design bureau "Southern", named after M. K. Yangel'; tiếng Nga: Констру́кторское бюро́ «Ю́жное», đã Latinh hoá: "Yuzhnoye"), là một phòng thiết kế chuyên thiết kế vệ tinh, tên lửa đẩy, tên lửa đạn đạo thành lập từ thời Liên Xô, có trụ sở tại Dnipro, Ukraine. Phụ trách phòng thiết kế từ khi mới thành lập là tổng công trình sư thiết kế tên lửa Mikhail Yangel.
Phòng thiết kế liên kết chặt chẽ với công ty chế tạo máy Yuzhmash cũng nằm ở thành phố Dnipro. Yuzhmash là công ty chuyên chế tạo các mẫu tên lửa thiết kế bởi phòng thiết kế Pivdenne.

## Giám đốc
- 1954 - 1971 Mikhail Yangel
- 1971 - 1991 Vladimir Utkin
- 1991 - 2010 Stanislav Konyukhov [uk]
- 2010–nay Oleksandr Dehtiariov [uk][1]

## Các sản phẩm thiết kế

### Hiện nay

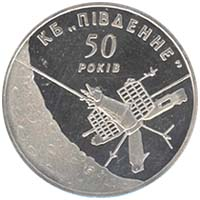
ĐỒng xu kỷ niệm "50 Năm thành lập Viện thiết kế liên bang "Pivdenne"

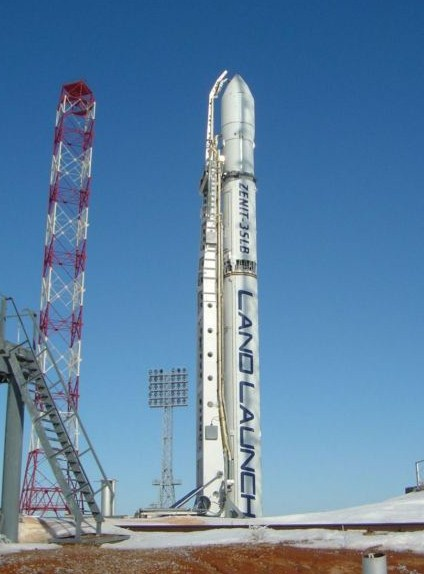
Zenit-3SLБ

#### Tên lửa đạn đạo
- Hrim-2

#### Phương tiện phóng vệ tinh
- Zenit (dòng tên lửa đẩy)
  - Zenit-2
  - Zenit-2M
  - Zenit-3F
  - Zenit-3SL
  - Zenit-3SLB
- Tầng đẩy I của tên lửa Antares, liên doanh với Orbital Sciences Corporation
- Tên lửa đẩy Dnepr, chuyển đổi từ ICBM R-36
- ICBM R-36, tên ký hiệu của NATO SS-18 'Satan'
- Dòng tên lửaTsyklon
  - Cyclone-4M - dự kiến phóng lần đầu vào năm 2023[2]
- Dòng tên lửa Mayak

#### Động cơ tên lửa
- Động cơ chính
  - RD-843
  - RD-853
  - RD-859
  - RD-860 [uk]
  - RD-861K
  - RD-866
  - RD-868
- Động cơ phụ
  - RD-8
  - RD-855
  - RD-856

- RD-801
- RD-809
- RD-809K
- RD-810
- DU-802

#### Vệ tinh
- Sich-2-1
- Sich-2-M
- Sich-3-O
- Sich-3-P
- YuzhSat
- YuzhSat-1
- Mikrosat
- Ionosat

### Các tên lửa hiện ngừng hoạt động
- Tsyklon
  - Tsyklon 2
  - Tsyklon-3
- Kosmos-2I
- Kosmos-3M

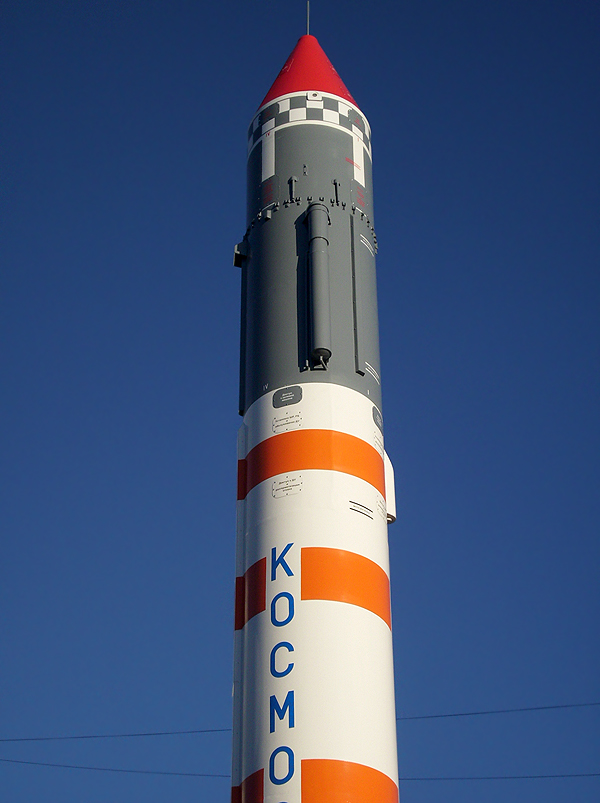
Tên lửa Kosmos

- R-12 Dvina TBM, NATO reporting name SS-4 'Sandal'
- R-14 Chusovaya ICBM, tên ký hiệu của NATO SS-5 'Skean'
- R-16 ICBM, tên ký hiệu của NATO  SS-7 'Saddler'
- R-26 ICBM, tên ký hiệu của NATO  SS-8 'Sasin'
- R-36 ICBM, tên ký hiệu của NATO  SS-9 'Scarp'
- RT-20 ICBM, tên ký hiệu của NATO  SS-15 'Scrooge' (chưa từng được triển khai)
- MR-UR-100 Sotka ICBM, tên ký hiệu của NATO SS-17 'Spanker'
- RT-23 Molodets ICBM, tên ký hiệu của NATO SS-24 'Scalpel'